# Klaatu (musikgrupp)
Klaatu är ett före detta rockband från Kanada. Gruppen bildades 1973 av John Woloschuk och Dee Long. Namnet fick de efter utomjordingen i Science fiction-filmen Mannen från Mars. 
Som duo spelade Klaatu in två icke framgångsrika singlar, varefter trummisen Terry Draper blev medlem. Gruppen var därefter en trio under hela den fortsatta karriären. 
Gruppens första album kom 1976 och hade titeln "3:47 E.S.T.", vilket anspelar på den exakta tidpunkten rollfiguren Klaatu landar på jorden i filmen Mannen från Mars.
Gruppen hade framför allt sina framgångar i Kanada. Några hits från den tiden är "California Jam" (1974), "Calling Occupants of Interplanetary Craft" (1977), "A Routine Day" (1979) samt "Knee Deep In Love" (1980). 
Gruppen var i början förföljd av ett envist rykte att de egentligen bestod av medlemmarna i Beatles som spelade in under pseudonym.  Klaatu själva förnekade ryktena, och sanningen är att ingen Beatlesmedlem nånsin var inblandad i någon av gruppens inspelningar.

## Medlemmar
- Terry Draper – sång, trummor, trombon, slagverk, keyboard
- John Woloschuck – basgitarr, gitarr, keyboard, sång
- Dee Long – gitarr, basgitarr, keyboard, sång

## Diskografi
Studioalbum
- 3:47 EST (1976)
- Hope (1977)
- Sir Army Suit (1978)
- Endangered Species (1980)
- Magentalane (1981)

Singlar
- "Doctor Marvello (Version I)" / "For You Girl" (1973)
- "Hanus of Uranus" / "Sub Rosa Subway (Version 1)" (1973)
- "California Jam" / "Doctor Marvello" (1974)
- "True Life Hero" / "Hanus of Uranus" (1975)
- "Calling Occupants (Of Interplanetary Craft)" / "Sub-Rosa Subway" (1976)
- "We're Off You Know" / "Around the Universe in Eighty Days" (1977)
- "A Routine Day" / "Silly Boys" (1978)
- "Dear Christine" / "Older" (1978)
- "Juicy Lucy" / "Perpetual Motion Machine" (1979)
- "I Can't Help It" / "Sell Out Sell Out" (1980)
- "Knee Deep in Love" / "Dog Star" (1980)
- "December Dream" / "Maybe I'll Move to Mars" (1981)
- "The Love of a Woman" / "At the End of the Rainbow" (1981)
- "A Million Miles Away" / "I Don't Wanna Go Home" (1982)
- "Woman" (1988)